# Gran Premio di superbike d'Aragona 2016
Il Gran Premio di superbike d'Aragona 2016 è stata la terza prova su tredici del campionato mondiale Superbike 2016, è stato disputato il 2 e 3 aprile sul circuito di Aragón e in gara 1 ha visto la vittoria di Chaz Davies davanti a Jonathan Rea e Tom Sykes, lo stesso pilota si è ripetuto anche in gara 2, davanti a Tom Sykes e Jonathan Rea.
La vittoria nella gara valevole per il campionato mondiale Supersport 2016 è stata ottenuta da Kenan Sofuoğlu.

## Risultati

### Gara 1

#### Arrivati al traguardo
| Pos. | Nº | Pilota              | Squadra                  | Motocicletta           | Giri | Tempo     | Griglia | Punti |
| ---- | -- | ------------------- | ------------------------ | ---------------------- | ---- | --------- | ------- | ----- |
| 1º   | 7  | Chaz Davies         | Aruba.it Racing - Ducati | Ducati 1199 Panigale R | 18   | 33'31.464 | 4º      | 25    |
| 2º   | 1  | Jonathan Rea        | Kawasaki Racing          | Kawasaki ZX-10R        | 18   | +4.168    | 5º      | 20    |
| 3º   | 66 | Tom Sykes           | Kawasaki Racing          | Kawasaki ZX-10R        | 18   | +4.948    | 1º      | 16    |
| 4º   | 12 | Javier Forés        | Barni Racing             | Ducati 1199 Panigale R | 18   | +12.723   | 9º      | 13    |
| 5º   | 34 | Davide Giugliano    | Aruba.it Racing - Ducati | Ducati 1199 Panigale R | 18   | +13.151   | 6º      | 11    |
| 6º   | 69 | Nicky Hayden        | Honda World Superbike    | Honda CBR1000RR SP     | 18   | +21.117   | 10º     | 10    |
| 7º   | 81 | Jordi Torres        | Althea BMW Racing        | BMW S1000 RR           | 18   | +22.112   | 8º      | 9     |
| 8º   | 22 | Alex Lowes          | Pata Yamaha              | Yamaha YZF R1          | 18   | +25.575   | 3º      | 8     |
| 9º   | 50 | Sylvain Guintoli    | Pata Yamaha              | Yamaha YZF R1          | 18   | +28.941   | 2º      | 7     |
| 10º  | 32 | Lorenzo Savadori    | IodaRacing               | Aprilia RSV4 RF        | 18   | +34.956   | 12º     | 6     |
| 11º  | 15 | Alex De Angelis     | IodaRacing               | Aprilia RSV4 RF        | 18   | +35.075   | 16º     | 5     |
| 12º  | 40 | Román Ramos         | Team GoEleven            | Kawasaki ZX-10R        | 18   | +37.310   | 14º     | 4     |
| 13º  | 25 | Joshua Brookes      | Milwaukee BMW            | BMW S1000 RR           | 18   | +37.442   | 18º     | 3     |
| 14º  | 21 | Markus Reiterberger | Althea BMW Racing        | BMW S1000 RR           | 18   | +37.731   | 13º     | 2     |
| 15º  | 17 | Karel Abraham       | Milwaukee BMW            | BMW S1000 RR           | 18   | +52.270   | 15º     | 1     |
| 16º  | 20 | Sylvain Barrier     | Pedercini Racing         | Kawasaki ZX-10R        | 18   | +56.295   | 19º     |       |
| 17º  | 94 | Matthieu Lussiana   | Team ASPI                | BMW S1000 RR           | 18   | +1'07.602 | 20º     |       |
| 18º  | 9  | Dominic Schmitter   | Grillini Racing          | Kawasaki ZX-10R        | 18   | +1'35.691 | 21º     |       |
| 19º  | 56 | Péter Sebestyén     | Team Tóth                | Yamaha YZF R1          | 18   | +1'35.746 | 23º     |       |
| 20º  | 10 | Imre Tóth           | Team Tóth                | Yamaha YZF R1          | 17   | +1 giro   | 25º     |       |

#### Ritirati
| Nº  | Pilota               | Squadra                 | Motocicletta           | Giri | Griglia |
| --- | -------------------- | ----------------------- | ---------------------- | ---- | ------- |
| 11  | Saeed Al Sulaiti     | Pedercini Racing        | Kawasaki ZX-10R        | 16   | 22º     |
| 151 | Matteo Baiocco       | VFT Racing              | Ducati 1199 Panigale R | 13   | 17º     |
| 16  | Joshua Hook          | Grillini Racing         | Kawasaki ZX-10R        | 13   | 24º     |
| 2   | Leon Camier          | MV Agusta Reparto Corse | MV Agusta 1000 F4      | 9    | 7º      |
| 60  | Michael van der Mark | Honda World Superbike   | Honda CBR1000RR SP     | 3    | 11º     |

### Gara 2

#### Arrivati al traguardo
| Pos. | Nº  | Pilota               | Squadra                  | Motocicletta           | Giri | Tempo     | Griglia | Punti |
| ---- | --- | -------------------- | ------------------------ | ---------------------- | ---- | --------- | ------- | ----- |
| 1º   | 7   | Chaz Davies          | Aruba.it Racing - Ducati | Ducati 1199 Panigale R | 18   | 33'36.606 | 4º      | 25    |
| 2º   | 66  | Tom Sykes            | Kawasaki Racing          | Kawasaki ZX-10R        | 18   | +6.471    | 1º      | 20    |
| 3º   | 1   | Jonathan Rea         | Kawasaki Racing          | Kawasaki ZX-10R        | 18   | +9.161    | 5º      | 16    |
| 4º   | 12  | Javier Forés         | Barni Racing             | Ducati 1199 Panigale R | 18   | +11.436   | 9º      | 13    |
| 5º   | 81  | Jordi Torres         | Althea BMW Racing        | BMW S1000 RR           | 18   | +15.969   | 8º      | 11    |
| 6º   | 34  | Davide Giugliano     | Aruba.it Racing - Ducati | Ducati 1199 Panigale R | 18   | +18.278   | 6º      | 10    |
| 7º   | 60  | Michael van der Mark | Honda World Superbike    | Honda CBR1000RR SP     | 18   | +20.931   | 11º     | 9     |
| 8º   | 15  | Alex De Angelis      | IodaRacing               | Aprilia RSV4 RF        | 18   | +24.790   | 16º     | 8     |
| 9º   | 22  | Alex Lowes           | Pata Yamaha              | Yamaha YZF R1          | 18   | +25.246   | 3º      | 7     |
| 10º  | 50  | Sylvain Guintoli     | Pata Yamaha              | Yamaha YZF R1          | 18   | +25.548   | 2º      | 6     |
| 11º  | 32  | Lorenzo Savadori     | IodaRacing               | Aprilia RSV4 RF        | 18   | +27.675   | 12º     | 5     |
| 12º  | 40  | Román Ramos          | Team GoEleven            | Kawasaki ZX-10R        | 18   | +29.364   | 14º     | 4     |
| 13º  | 25  | Joshua Brookes       | Milwaukee BMW            | BMW S1000 RR           | 18   | +31.749   | 18º     | 3     |
| 14º  | 17  | Karel Abraham        | Milwaukee BMW            | BMW S1000 RR           | 18   | +34.314   | 15º     | 2     |
| 15º  | 21  | Markus Reiterberger  | Althea BMW Racing        | BMW S1000 RR           | 18   | +34.333   | 13º     | 1     |
| 16º  | 2   | Leon Camier          | MV Agusta Reparto Corse  | MV Agusta 1000 F4      | 18   | +34.777   | 7º      |       |
| 17º  | 151 | Matteo Baiocco       | VFT Racing               | Ducati 1199 Panigale R | 18   | +41.449   | 17º     |       |
| 18º  | 94  | Matthieu Lussiana    | Team ASPI                | BMW S1000 RR           | 18   | +1'16.542 | 20º     |       |
| 19º  | 9   | Dominic Schmitter    | Grillini Racing          | Kawasaki ZX-10R        | 18   | +1'22.960 | 21º     |       |
| 20º  | 56  | Péter Sebestyén      | Team Tóth                | Yamaha YZF R1          | 18   | +1'25.830 | 23º     |       |
| 21º  | 11  | Saeed Al Sulaiti     | Pedercini Racing         | Kawasaki ZX-10R        | 18   | +1'28.363 | 22º     |       |
| 22º  | 10  | Imre Tóth            | Team Tóth                | Yamaha YZF R1          | 17   | +1 giro   | 25º     |       |

#### Ritirati
| Nº | Pilota          | Squadra               | Motocicletta       | Giri | Griglia |
| -- | --------------- | --------------------- | ------------------ | ---- | ------- |
| 69 | Nicky Hayden    | Honda World Superbike | Honda CBR1000RR SP | 15   | 10º     |
| 16 | Joshua Hook     | Grillini Racing       | Kawasaki ZX-10R    | 12   | 24º     |
| 20 | Sylvain Barrier | Pedercini Racing      | Kawasaki ZX-10R    | 1    | 19º     |

### Supersport

#### Arrivati al traguardo
| Pos. | Nº  | Pilota              | Squadra                         | Motocicletta     | Giri | Tempo     | Griglia | Punti |
| ---- | --- | ------------------- | ------------------------------- | ---------------- | ---- | --------- | ------- | ----- |
| 1º   | 1   | Kenan Sofuoğlu      | Kawasaki Puccetti Racing        | Kawasaki ZX-6R   | 16   | 30'58.615 | 1º      | 25    |
| 2º   | 21  | Randy Krummenacher  | Kawasaki Puccetti Racing        | Kawasaki ZX-6R   | 16   | +1.486    | 2º      | 20    |
| 3º   | 88  | Nicolás Terol       | Schmidt Racing                  | MV Agusta F3 675 | 16   | +2.943    | 8º      | 16    |
| 4º   | 16  | Jules Cluzel        | MV Agusta Reparto Corse         | MV Agusta F3 675 | 16   | +3.838    | 3º      | 13    |
| 5º   | 61  | Alessandro Zaccone  | San Carlo Team Italia           | Kawasaki ZX-6R   | 16   | +4.106    | 10º     | 11    |
| 6º   | 47  | Axel Bassani        | San Carlo Team Italia           | Kawasaki ZX-6R   | 16   | +4.177    | 12º     | 10    |
| 7º   | 64  | Federico Caricasulo | Bardahl Evan Bros. Honda Racing | Honda CBR600RR   | 16   | +9.059    | 16º     | 9     |
| 8º   | 63  | Zulfahmi Khairuddin | Orelac Racing VerdNatura        | Kawasaki ZX-6R   | 16   | +11.036   | 17º     | 8     |
| 9º   | 19  | Kevin Wahr          | Gemar Balloons - Team Lorini    | Honda CBR600RR   | 16   | +18.095   | 14º     | 7     |
| 10º  | 11  | Christian Gamarino  | Team GoEleven                   | Kawasaki ZX-6R   | 16   | +18.150   | 5º      | 6     |
| 11º  | 111 | Kyle Smith          | CIA Landlord Insurance Honda    | Honda CBR600RR   | 16   | +18.155   | 18º     | 5     |
| 12º  | 77  | Kyle Ryde           | Ranieri Med - SC Racing         | Yamaha YZF R6    | 16   | +18.552   | 13º     | 4     |
| 13º  | 55  | Ilya Mikhalchik     | DS Junior                       | Kawasaki ZX-6R   | 16   | +18.815   | 15º     | 3     |
| 14º  | 69  | Ondřej Ježek        | Team GoEleven                   | Kawasaki ZX-6R   | 16   | +20.984   | 20º     | 2     |
| 15º  | 10  | Nacho Calero        | Orelac Racing VerdNatura        | Kawasaki ZX-6R   | 16   | +40.449   | 21º     | 1     |
| 16º  | 78  | Hikari Ōkubo        | CIA Landlord Insurance Honda    | Honda CBR600RR   | 16   | +53.750   | 27º     |       |
| 17º  | 119 | János Chrobák       | Schmidt Racing                  | MV Agusta F3 675 | 16   | +57.137   | 31º     |       |
| 18º  | 84  | Loris Cresson       | MTM / HS Kawasaki               | Kawasaki ZX-6R   | 16   | +59.108   | 25º     |       |
| 19º  | 6   | Davide Stirpe       | Scuderia Maranga Racing         | Kawasaki ZX-6R   | 16   | +1'08.011 | 19º     |       |
| 20º  | 12  | Christopher Gobbi   | VFT Racing                      | Yamaha YZF R6    | 16   | +1'10.494 | 23º     |       |
| 21º  | 83  | Lachlan Epis        | Response RE Racing              | Kawasaki ZX-6R   | 16   | +1'30.327 | 32º     |       |
| 22º  | 50  | Braeden Ortt        | WILSport Racedays Honda         | Honda CBR600RR   | 15   | +1 giro   | 34º     |       |

#### Ritirati
| Nº  | Pilota             | Squadra                      | Motocicletta     | Giri | Griglia |
| --- | ------------------ | ---------------------------- | ---------------- | ---- | ------- |
| 35  | Stefan Hill        | CIA Landlord Insurance Honda | Honda CBR600RR   | 15   | 28º     |
| 25  | Alex Baldolini     | Race Department ATK#25       | MV Agusta F3 675 | 6    | 7º      |
| 87  | Lorenzo Zanetti    | MV Agusta Reparto Corse      | MV Agusta F3 675 | 2    | 6º      |
| 7   | Angelo Licciardi   | R2 MotorRacing               | Kawasaki ZX-6R   | 2    | 33º     |
| 23  | Cédric Tangre      | Yohann Moto Sport            | Suzuki GSX-R600  | 2    | 29º     |
| 96  | Javier Orellana    | WILSport Racedays Honda      | Honda CBR600RR   | 1    | 24º     |
| 17  | Hiromichi Kunikawa | Kawasaki Puccetti Racing     | Kawasaki ZX-6R   | 0    | 30º     |
| 4   | Gino Rea           | GRT Racing                   | MV Agusta F3 675 | 0    | 9º      |
| 2   | Patrick Jacobsen   | Honda World Supersport       | Honda CBR600RR   | 0    | 4º      |
| 161 | Alexey Ivanov      | DMC Panavto-Yamaha           | Yamaha YZF R6    | 0    | 26º     |
| 41  | Aiden Wagner       | GRT Racing                   | MV Agusta F3 675 | 0    | 22º     |
| 44  | Roberto Rolfo      | Factory Vamag                | MV Agusta F3 675 | 0    | 11º     |